# Friedrich Karius
Friedrich Karius (* 29. Mai 1910 in Nachterstedt; † 4. April 1973 in Radolfzell am Bodensee) war ein deutscher Politiker (SPD).

## Leben und Beruf
Nach dem Abitur 1929 arbeitete Karius zunächst in der Industrie. Seit 1931 hatte er eine Tätigkeit als Volksschullehrer inne. Von 1939 bis 1945 nahm er als Soldat am Zweiten Weltkrieg teil. Nach dem Kriegsende war er in der Schulverwaltung tätig.

## Partei
Karius war seit 1930 Mitglied der SPD, er beantragte dann am 28. Juni 1937 die Aufnahme in die NSDAP und wurde rückwirkend zum 1. Mai desselben Jahres aufgenommen (Mitgliedsnummer 5.728.763). Von 1961 bis 1967 war er Vorsitzender des SPD-Kreisverbandes Konstanz.

## Abgeordneter
Karius gehörte dem Deutschen Bundestag vom 18. August 1969, als er für den verstorbenen Abgeordneten Paul Kübler nachrückte, bis zum 19. Oktober desselben Jahres an. Er war über die Landesliste Baden-Württemberg ins Parlament eingezogen. Allerdings fand am Ende der Wahlperiode keine Bundestagssitzung mehr statt. Da Karius auch in keiner anderen Wahlperiode dem Bundestag angehörte, war er in der Geschichte des Parlaments einer von acht Abgeordneten, die so kurz amtierten, dass in ihre Mandatszeit keine einzige Plenarsitzung fiel.